# Даніеле Кроста
Даніеле Кроста (італ. Daniele Crosta, нар. 5 травня 1970, Бусто-Арсіціо, Італія) — італійський фехтувальник на рапірах, бронзовий призер Олімпійських ігор 2000 року, чемпіон Європи.

## Виступи на Олімпіадах
| Олімпіада   | Дисципліна           | Місце |
| ----------- | -------------------- | ----- |
| Сідней 2000 | індивідуальна рапіра | 23    |
| Сідней 2000 | командна рапіра      | 3     |